# Lingua cree delle paludi
La lingua cree delle paludi (Swampy Cree in inglese, conosciuta anche come Maskekon, Omaškêkowak o Omushkego) è una variante della lingua cree, appartenente alla famiglia linguistica dell lingue algonchine a sua volta parte del gruppo delle lingue algiche. La lingua cree delle paludi è parlata in alcune comunità dei cree delle paludi in Canada, più precisamente nel nord del Manitoba, nella parte centro-settentrionale della provincia dello Saskatchewan nei pressi della baia di Hudson e nell'Ontario.
Ci sono circa 2500 locutori su un'etnia che ne conta 2800.

## Dialetti del cree delle paludi
Spesso viene fatta una divisione della lingua tra cree delle paludi occidentale e cree delle paludi orientale.
Le comunità riconosciute come occidentali includono: Shoal Lake, The Pas, Easterville Chemawawin Cree Nation, Grand Rapids Barren Lands, Churchill, Split Lake, York Factory, Fox Lake, Shamattawa, God's lake Narrows (tutte nel Manitoba) e Fort Severn in Ontario.
Le comunità riconosciute come orientali sono: Weenusk, Attawapiskat, Albany Post, Kashechewan e Fort Albany tutte in Ontario. La lingua parlata a Kashechewan mostra forti influenze della Lingua cree moose.

## Morfologia
La lingua cree delle paludi è polisintetica in cui i verbi hanno una importanza fondamentale. Vale a dire, molti concetti o frasi che in italiano verrebbero rese attraverso nomi o aggettivi sono invece espressi come verbi. In effetti, la lingua cree delle paludi non ha aggettivi del tutto, al loro posto viene utilizzata una forma intransitiva del verbo. Ad esempio, la frase "lui è forte" in cree è più vicina a qualcosa simile a "lui forte".